# یواس‌اس جورج اف الیوت (ای‌پی-۱۳)
یواس‌اس جورج اف الیوت (ای‌پی-۱۳) (به انگلیسی: USS George F. Elliott (AP-13)) یک کشتی ترابری بود که در طول جنگ جهانی دوم توسط نیروی دریایی ایالات متحده خریداری شد. این کشتی در ابتدا برای خدمت تجاری بریتانیا در زمان جنگ جهانی اول با نام «وار هیون» سفارش داده شده بود، اما پیش از تکمیل، توسط هیئت کشتیرانی ایالات متحده (USSB) مصادره و با نام «ویکتوریوس» به پایان رسید. نیروی دریایی، کشتی ویکتوریوس را خریداری و برای مدت کوتاهی در سرویس حمل‌ونقل فراساحلی نیروی دریایی (NOTS) به کار گرفت و سپس آن را به USSB بازگرداند تا تحت مالکیت آن یا خطوط تجاری دیگر، با نام‌های «سیتی آو هاور» و «سیتی آو لوس‌آنجلس» در عملیات تجاری فعالیت کند.
نیروی دریایی مجدداً این کشتی را برای استفاده به‌عنوان کشتی ترابری سرباز در طول جنگ جهانی دوم در اختیار گرفت. در سال ۱۹۴۲، این کشتی در نزدیکی گوادال‌کانال توسط هواپیماهای ژاپنی مورد حمله قرار گرفت و اندکی بعد غرق شد. کشتی‌های هم‌رده با تاریخچه‌ای مشابه، در فوریه ۱۹۴۳ به‌عنوان کشتی‌های حمله‌ای ترابری (APA) طبقه‌بندی مجدد شدند و به عنوان کلاس حمله‌ای «هی‌وود» شناخته شدند، اما جورج اف. الیوت پیش از این طبقه‌بندی مجدد، غرق شده بود.